# Amherst (Wisconsin)
Amherst ist eine Gemeinde (mit dem Status „Village“) im Portage County im US-amerikanischen Bundesstaat Wisconsin. Das U.S. Census Bureau ermittelte bei der Volkszählung 2020 eine Einwohnerzahl von 1117. Benannt wurde es nach Jeffrey Amherst, 1. Baron Amherst.

## Geografie
Amherst liegt in der Mitte Wisconsins beiderseits des Tomorrow River, der über den Wolf River, den Fox River sowie den Lake Winnebago zum Einzugsgebiet des Michigansees gehört. Durch ein Wehr im Zentrum von Amherst ist der Tomorrow River zu einem kleinen See aufgestaut.
Die geografischen Koordinaten von Amherst sind 44°27′03″ nördlicher Breite und 89°17′05″ westlicher Länge. Das Gemeindegebiet erstreckt sich über eine Fläche von 3,5 km² und ist vollständig von der Town of Amherst umgeben, ohne dieser anzugehören.
Nachbarorte von Amherst sind Scandinavia (12,3 km östlich), Sheridan (10,3 km südöstlich), Plover (21,4 km westlich), Amherst Junction (3,7 km nordwestlich) und Nelsonville (6 km nordnordwestlich).
Die nächstgelegenen größeren Städte sind Wausau (81,5 km nordnordwestlich), Green Bay am Michigansee (121 km östlich), Appleton (82,1 km ostsüdöstlich), Wisconsins größte Stadt Milwaukee (216 km südöstlich), Wisconsins Hauptstadt Madison (184 km südlich), La Crosse am Mississippi (205 km westsüdwestlich), Eau Claire (209 km westnordwestlich) und die Twin Cities in Minnesota (339 km in der gleichen Richtung).

## Verkehr
Der vierspurig ausgebaute U.S. Highway 10 verläuft in Nordwest-Südost-Richtung entlang des südwestlichen Ortsrandes von Amherst. Im Zentrum treffen die County Highways A, B und KK zusammen. Alle weiteren Straßen sind untergeordnete Landstraßen, teils unbefestigte Fahrwege sowie innerörtliche Verbindungsstraßen.
Parallel zum US 10 verläuft für den Frachtverkehr eine Eisenbahnstrecke der Canadian National Railway (CN) durch das Zentrum von Amherst.
Etwa 500 m nördlich des Ortsrandes von Amherst führt in West-Ost-Richtung mit dem Tomorrow River State Trail ein auf der Trasse einer ehemaligen Eisenbahnstrecke verlaufender Rail Trail für Wanderer und Radfahrer. Im Winter kann der Wanderweg auch mit Schneemobilen befahren werden.
Der nächste Flughafen ist der Central Wisconsin Airport in Mosinee (58,5 km nordwestlich).

## Bevölkerung
Nach der Volkszählung im Jahr 2010 lebten in Amherst 1035 Menschen in 434 Haushalten. Die Bevölkerungsdichte betrug 295,7 Einwohner pro Quadratkilometer. In den 434 Haushalten lebten statistisch je 2,38 Personen.
Ethnisch betrachtet setzte sich die Bevölkerung zusammen aus 97,9 Prozent Weißen, 0,3 Prozent Afroamerikanern, 0,2 Prozent Asiaten sowie 0,9 Prozent aus anderen ethnischen Gruppen; 0,8 Prozent stammten von zwei oder mehr Ethnien ab. Unabhängig von der ethnischen Zugehörigkeit waren 2,5 Prozent der Bevölkerung spanischer oder lateinamerikanischer Abstammung.
29,0 Prozent der Bevölkerung waren unter 18 Jahre alt, 57,9 Prozent waren zwischen 18 und 64 und 13,1 Prozent waren 65 Jahre oder älter. 50,9 Prozent der Bevölkerung war weiblich.
Das mittlere jährliche Einkommen eines Haushalts lag bei 53.208 USD. Das Pro-Kopf-Einkommen betrug 21.580 USD. 14,2 Prozent der Einwohner lebten unterhalb der Armutsgrenze.

## Söhne und Töchter der Stadt
- Tyler Biadasz, American-Football-Spieler